# Elfenbenstorn

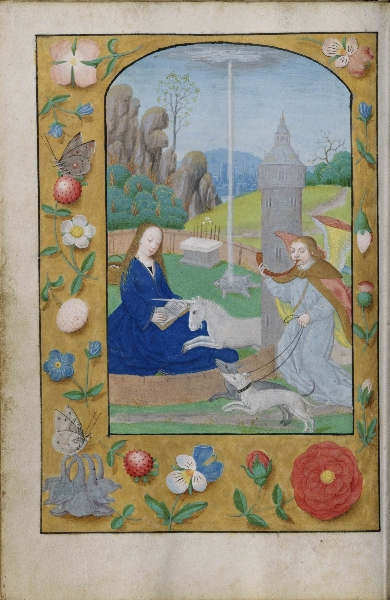
Elfenbenstornet som en symbol för Jungfru Maria.

Elfenbenstorn nämns i Bibeln, i Höga Visan 7:4, som en symbol för något högt och ädelt (”Din hals liknar Elfenbenstornet, dina ögon dammarna i Hesbon”). Ordet har genom tiderna förekommit i en rad olika betydelser.
I sin moderna användning är elfenbenstornet en symbol för intellektuell eller mental avskildhet dit den lärde eller diktaren kan fly (jämför eskapism) för att undkomma den olärda massans uppmärksamhet, eller den misantropiske romantikerns självvalda ensamhet. I denna betydelse myntades uttrycket av Charles Augustin Sainte-Beuve i dikten "À M. Villemain" i samlingen Pensées d'Août (1837, Wikisource) för att beteckna Alfred de Vignys leverne på äldre dagar. Uttrycket fick sedan spridning med Henry James ofullbordade roman The Ivory Tower (1917). Till en början var det en poetisk omskrivning för en attityd men uttrycket har senare blivit alltmer pejorativt (jämför talesättet sitta på höga hästar).
Uttrycket elfenbenstorn är populärt i både i tidningar och på sociala medier.